# Shahgarh
Shahgarh è una suddivisione dell'India, classificata come nagar panchayat, di 14.585 abitanti, situata nel distretto di Sagar, nello stato federato del Madhya Pradesh. In base al numero di abitanti la città rientra nella classe IV (da 10.000 a 19.999 persone).

## Geografia fisica
La città è situata a 24° 19' 0 N e 79° 7' 60 E e ha un'altitudine di 410 m s.l.m..

## Società

### Evoluzione demografica
Al censimento del 2001 la popolazione di Shahgarh assommava a 14.585 persone, delle quali 7.625 maschi e 6.960 femmine. I bambini di età inferiore o uguale ai sei anni assommavano a 2.648, dei quali 1.368 maschi e 1.280 femmine. Infine, coloro che erano in grado di saper almeno leggere e scrivere erano 9.002, dei quali 5.282 maschi e 3.720 femmine.